# Harrah's Las Vegas
Harrah's Las Vegas, tidigare Holiday Casino, är både ett kasino och ett hotell som ligger utmed gatan The Strip i Paradise, Nevada i USA. Den ägs av Vici Properties och drivs av Caesars Entertainment Corporation. Hotellet har totalt 2 677 hotellrum.
Den 2 juli 1973 invigdes Holiday Casino av ägarna Shelby och Claudine Williams som tidigare ägde kasinot Silver Slipper. Holiday Casino var byggd som en amerikansk flodbåt och var placerad framför hotelloperatören Holiday Inns hotell på The Strip. 1979 köpte just Holiday Inn 40% av Holiday Casinos moderbolag Riverboat, Inc. 1982 hade Holiday Inns hotell växt till fler än 1 000 hotellrum stort och året efter köpte man resten av kasinots moderbolag. I april 1992 bytte man namn till det nuvarande. 1997 genomförde man en större renovering av Harrah's till ett värde av $200 miljoner, där man expanderade hotellverksamheten med ytterligare 986 hotellrum. Man valde samtidigt byta tema från amerikansk flodbåt till karneval och Mardi Gras. Den 29 november 2017 meddelade Caesars Entertainment att man sålde kasinot till det nya holdingbolaget Vici Properties för $1,14 miljarder, dock leasade Vici tillbaka kasinot på direkten till Caesars för en årshyra på $87,4 miljoner. Vici Properties härstammar från Caesars konkurs 2015.